# خادمة اللبن (فلم)
خادمة اللبن (بالإنجليزية: The Milkmaid)، هُو فيلم دراما نيجيري صدر سنة 2020 وأخرجه ديزموند أوفبياجيلي. اختير الفيلم ليكون الترشيح الرسمي لدولة نيجيريا للتنافس على جائزة الأوسكار لأفضل فيلم دولي في حفل توزيع جوائز الأوسكار الثالث والتسعين، لكنه لم يدخل القائمة النهائية للجائزة. الفيلم من بطولة كُل من أنتونييتا كالونتا وغامبو عثمان كونا ومريم بوث.

## طاقم التمثيل
- أنتونييتا كالونتا في دور عائشة.
- مريم بوث في دور زينب.
- غامبو عثمان كونا في دور دانغانا.
- بايشنس أوكبالا في دور هووا.
- إبراهيم جمال في دور هارونا.

## الجوائز
خلال حفل توزيع جوائز أكاديمية الأفلام الأفريقية لسنة 2020، رُشح الفيلم للتنافس على نيل 8 جوائز، فاز الفيلم في النهاية بجائزة أفضل فيلم وأفضل فيلم بلغة أفريقية وأفضل ممثلة في دور مُساعد وأفضل مكياج وأفضل فيلم نيجيري.

## روابط خارجية
- مقالات تستعمل روابط فنية بلا صلة مع ويكي بيانات